# 한국에너지공단
한국에너지공단(韓國-公團, Korea Energy Agency)은 에너지이용합리화사업을 효율적으로 추진함으로써 이산화탄소의 배출을 저감시키고 국민 경제의 건전한 발전에 이바지함을 목적으로 에너지 이용 합리화법 제45조에 의거 1980년 7월 설립된 산업통상자원부 산하 위탁집행형 준정부기관이다.
경기도 용인시 수지구 포은대로 388(풍덕천2동 1157번지)에 위치하고 있었으며, 2019년 울산광역시 중구 종가로 323로 이전했다.

## 연혁
- 1980년 7월: 에너지관리공단 설립
- 1989년 9월: 대체에너지개발센터 설치
- 1999년 1월: 기후변화 전담부서 신설
- 2003년 2월: 대체에너지개발보급센터 설치
- 2005년 7월: 온실가스등록소 개소
- 2005년 11월: CDM 인증원 개원
- 2015년 7월: 한국에너지공단으로 명칭변경 보관됨 2015-02-07 - 웨이백 머신

## 조직

### 이사장
- 감사
  - 감사실

#### 경영전략이사
- 기획조정실
- 경영지원실
- 혁신인재육성실
- 홍보실
- 회계운영실
- 비상안전계획관
- 사옥건설추진단

#### 수요관리이사
- 수요관리정책실
- 산업에너지실
- 건물에너지실
- 수송에너지실

#### 사업진흥이사
- 효율기술실
- 자금지원실
- 에특융자실
- 에너지복지실
- 지역협력실

#### 기후대응이사
- 기후정책실
- 글로벌사업실
- 배출권관리실
- 통계분석실
- 에너지진단실

#### 신·재생에너지센터
- 신재생에너지정책실
- 신재생에너지육성실
- 신재생에너지보급실
- RPS사업실

#### 지역본부
- 서울지역본부
- 부산울산지역본부
- 대구경북지역본부
- 인천지역본부
- 광주전남지역본부
- 대전충남지역본부
- 세종충북지역본부
- 경기지역본부
- 강원지역본부
- 전북지역본부
- 경남지역본부
- 제주지역본부